# Associazione Calcio Boca San Lazzaro
 (mars 2015).
Maillots
L Associazione Calcio Boca San Lazzaro, héritier de l'Association de football Boca San Lazzaro, était un club de football italien basé à Carpi, mais avec une base d'exploitation dans Vignola .
Durant la saison 2006-2007, le club évolue en Serie C2.

## Histoire
L'ASD Boca Pietri Carpi est le résultat de nombreuses fusions: en 1930 a été fondée en San Lazzaro , village à la périphérie de Bologne , le Football Club San Lazzaro, avec la chemise couleurs blanc-vert empruntés au blason. Le club dispose de nombreuses apparitions dans son histoire pour Série D , dont la première de la saison 1950-1951.

### Le Iperzola
À l'autre extrémité de la ville de Bologne, dans le pays de satellite Zola Predosa , fondé en 1991 l'Ponteroncariale Sports, fusion de deux équipes représentant deux alentours de la ville: le Ponte Ronca et Riale. La nouvelle société sera ajoutée, pour des raisons de commandites, le nom de Iperzola, qui était alors un grand magasin situé dans la municipalité. L 'Iperzola (couleurs blanc-bleu) résultats immédiatement accessibles d'une certaine importance: en 1994 il a remporté le Amateurs Coupe d'Italie , et en 1995-1996 la promotion de Serie C2 . En cette période nell'Iperzola militer Fabio Poli, d'abord dans le champ, puis sur le banc, Paolo Stringara , sur le banc, à la fois passée en Serie A, et un jeune Antonio Di Natale. Cependant, puisque le champ de Ponte Ronca insuffisantes pour C2, le Iperzola est forcé de se déplacer à San Lazzaro, sur le territoire de laquelle le stade Kennedy, beaucoup plus grand et plus approprié pour accueillir les matches d'un championnat professionnel. Après deux ans parmi les professionnels l'équipe de retour dans la série D , et 1998 , pour amener l'équipe de professionnels, vous décidez de joindre leurs forces avec l'équipe légendaire de la ville sur la Savena. Cela soulève la Felsina San Lazzaro, de la fusion de Iperzola et le FC Saint-Lazare. Le nom choisi, qui est l'ancien nom étrusque Bologne, révèle l'ambitieux projet de présenter, en dépit de jouer à San Lazzaro, que la deuxième équipe de la capitale.

### La Boca
Boca, plus précisément Associazione Calcio Bo.Ca., est plutôt un club de quartier historique de Bologne. Bien que la référence aux célèbres Boca Juniors de Buenos Aires soit peut-être pas complètement aléatoire, son nom est synonyme de Bolognina et Casaralta, deux districts d'origine ouvrière situées à proximité de la gare centrale, dans le nord de Bologne. Dans son histoire mouvementée, qui a débuté en 1966 , Boca a été impliqué dans un grand nombre de fusions avec d'autres équipes de la région, mais a réussi à maintenir un fort ancrage local, en plus de l'uniforme rayé traditionnelle verticale jaune-rouge [6] . La politique de fusions, et la recherche d'une plus grande suivant publique, conduit, en fin des années 90, la première équipe à Granarolo Emilia .
Enfin, après la deuxième promotion en Serie D (les premiers remonte à 1992) et le championnat ultérieure joué à San Pietro in Casale que Bo.Ca. Ba.Sca. Galliera , à la fin de la saison 2001-02 ont été fusionnées Felsina entre Boca et San Lazzaro, donnant lieu à l'AC Boca San Lazzaro. L'équipe a gardé les couleurs jaunes et rouges de Boca, tandis que le stade a été choisi la Kennedy de Saint-Lazare. Le blason de la société a repris dans la conception du FC San Lazzaro, adapté aux nouvelles couleurs.
En ce qui concerne la fusion, cependant, seule la première équipe, et l'AC que le FC Boca San Lazzaro gardé leurs écoles de football. Quant à la Boca AC, maintenant perdu tout lien avec le sanlazzarese d'équipe, et est resté de cette façon, sans première équipe, il a travaillé en 2007 encore une autre fusion (de la jeunesse), cette fois avec le ' Atletico Van Goof , équipe né de la créativité de Fabio Fazio et Marino Bartoletti dans le cadre de l'émission de télévision ... Ceux de football , et engagé dans le championnat Promotion.

### A Vignola
En 2009 la politique de la société donne lieu à une autre fusion: La Boca San Lazzaro acquiert les droits de Dorando Pietri Carpi, qui, juste promu en Serie D, choisir de se associer à l'équipe dirigeante de la ville, le Carpi . Depuis le règlement de la série D interdit de transférer le titre de sport dans une province autre que celui dans lequel il a été gagné, Boca est forcé de fusionner avec une équipe de Modène (Vignolese de la première catégorie ), avant de capturer le titre. Ainsi est né le Boca Pietri Carpi qui contestent le championnat de Série D 2009-2010 à Vignola . 
Le titre vacant dans l'excellence a permis une nouvelle Boca San Lazzaro à participer au championnat régional; Mais l'équipe est retirée après seulement sept jours.

## Joueurs notables
- Marco Ballotta
- Fabio Bazzani
- Emiliano Biliotti
- Antonio Di Natale
- Krassimir Chomakov